# Alpinpolizei

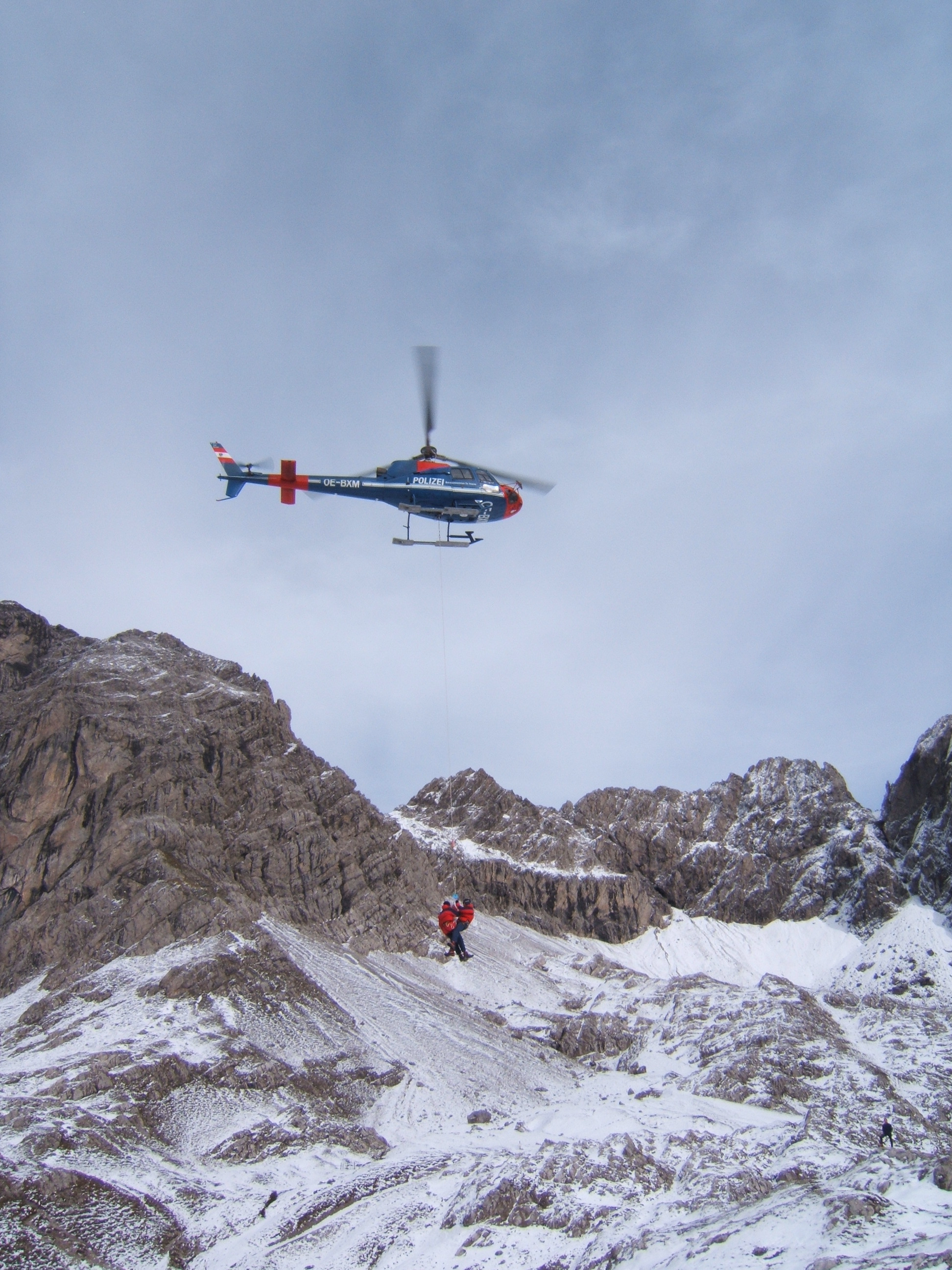
Alpinpolizisten am Bergeseil eines Polizeihelikopters

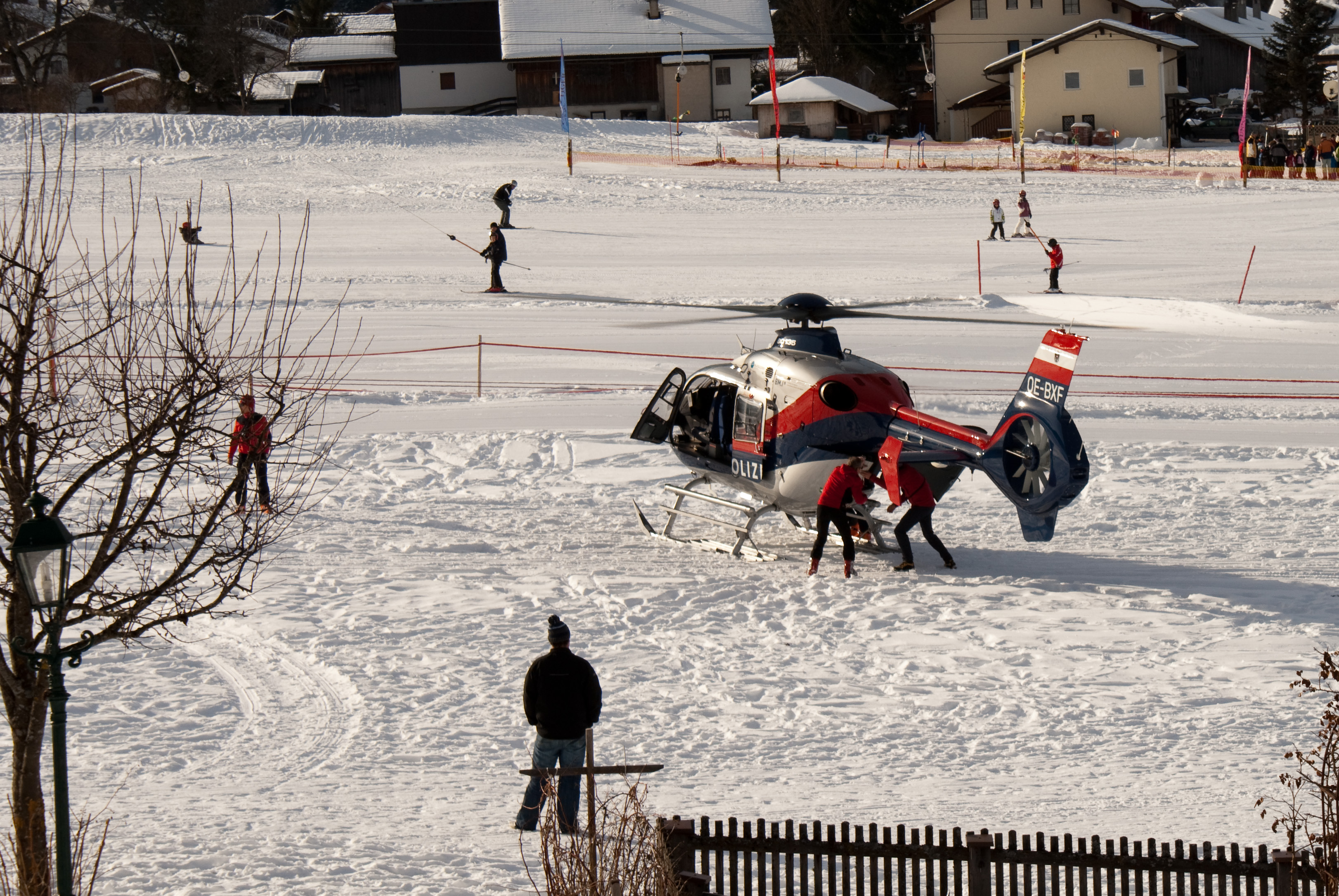
Alpinpolizisten beim Verstauen von Ausrüstungsgegenständen

Die Alpinpolizei (auch Alpine Einsatzgruppen, AEG) ist jener Teil der österreichischen Bundespolizei, der mit der Durchführung von Exekutivmaßnahmen im alpinen Gelände betraut ist. Insbesondere fallen in die Zuständigkeit der Alpinpolizei Ermittlungen bei Unfällen im alpinen Gelände und bei Sportarten wie Schifahren, Langlaufen oder Paragleiten. Des Weiteren werden die AEG auch tätig in Zusammenarbeit mit der Flugrettung, der Flugpolizei und der Bergrettung zur Bergung und Rettung von im alpinen Gelände verunglückten Personen.
Jährlich ereignen sich in Österreich mehr als 7.600 Unfälle im alpinen Gelände. Von diesen entfallen in der Regel allein etwa die Hälfte nur auf das Bundesland Tirol, aber auch die Länder Salzburg, Vorarlberg, Steiermark und Oberösterreich haben einen großen Anteil an Alpineinsätzen zu verzeichnen. Im Zeitraum 1. November 2012 bis 31. Oktober 2013 ereigneten sich in Österreich 7.697 Alpinunfälle, wovon 296 tödliche Unfälle waren, bei denen insgesamt 302 Menschen getötet wurden.
Ähnliche Aufgaben nehmen auch bei der Bayerischen Polizei fünf Alpine Einsatzgruppen wahr.

## Aufgaben
Primäre Aufgabe der Alpinpolizei ist die Hilfe bei Alpinunfällen sowie die nachfolgende Ermittlungsarbeit. Daneben organisieren die Alpinen Einsatzgruppen auch Suchaktionen und Fahndungen im alpinen Gelände und sorgen für die Aufrechterhaltung von Recht und Ordnung in diesem Bereich. Auch die Unfallprävention und die Aufklärung von Sportlern über die allfälligen Gefahren des Gebirges gehören zum Aufgabengebiet der Alpinpolizei. In jedem Bundesland, in dem die Alpinpolizei Einsatzgruppen unterhält, wurde aufgrund der zunehmenden Unfälle im Bereich der Trendsportart Canyoning ein so genanntes „Canyoning-Kompetenzteam“ aufgestellt.

## Organisation
In ganz Österreich gibt es derzeit 32 Alpine Einsatzgruppen mit insgesamt 465 Beamten. In sieben von neun österreichischen Bundesländern existieren Abteilungen der Alpinpolizei, lediglich die Bundeshauptstadt Wien und das Burgenland verfügen aufgrund ihrer geografischen Beschaffenheit über keine eigene AEG. Jeder AEG ist ein Beamter als Leiter zugeteilt, welcher im Einsatzfall über das Bezirkspolizeikommando alarmiert wird. Diesen Alpinen Einsatzgruppen organisatorisch übergeordnet ist die Einsatzabteilung bei der Generaldirektion für die öffentliche Sicherheit im Bundesministerium für Inneres, die insbesondere für die Ausbildung und Ausstattung der Alpinpolizisten in ganz Österreich zuständig ist.
Generell versehen die einer AEG zugeteilten Beamten ihren regulären Dienst auf den jeweiligen Polizeiinspektionen. Im Bedarfsfall können so die – abhängig von der Größe des Einsatzgebiets und der anfallenden Arbeit – zwischen 6 und 31 Beamten starken Alpinen Einsatzgruppen schnell zusammengezogen werden. Die Mitglieder der Alpinen Einsatzgruppen sind speziell ausgebildete Experten im hochalpinen Gelände. Sie können unterschiedliche Qualifikationen erreichen, so etwa als Flugretter oder als Polizei-Bergführer. Im Jahr 2004 waren so 120 Flugretter und 48 staatlich geprüfte Schilehrer als Beamte der Alpinpolizei tätig.

## Geschichte
Erste Überlegungen zur Aufstellung einer bewaffneten Gruppe zur Sicherung der alpinen Grenzen zu Italien kamen bereits Anfang des 20. Jahrhunderts auf. Die Offiziere Mathias Zdarsky, Georg Bilgeri und Franz Conrad von Hötzendorf wiesen darauf hin, dass es aufgrund der expansiven Politik Italiens ratsam wäre, einen bewaffneten Grenzschutz in den Gebirgen an der Südgrenze der Österreichisch-Ungarischen Monarchie zu installieren. Schließlich wurden im Jahr 1906 zur Sicherung der Grenzen besonders in Südtirol vom k.u.k. Kriegsministerium Teile der Landwehr zu Gebirgstruppen umgebildet. Einen Teil dieser Aufgaben übernahm auch die k.k. Gendarmerie, was als Beginn der heutigen Alpinpolizei angesehen werden kann. Bereits zu dieser Zeit wurde in den Gendarmeriedienststellen bedarfsweise einfache Alpinausrüstung wie etwa Schneeschuhe vorrätig gehalten.
Nach dem Ersten Weltkrieg begann die eigentliche Alpinausbildung bei der Gendarmerie unter der Leitung von Oberst i. R. Georg Bilgeri, dem Schipionier der damaligen Zeit. Neben einer intensivierten Ausbildung erhielt die Truppe auch eine verbesserte Alpinausrüstung. So wurden ab dem Jahr 1923 Breecheshosen, Wickelgamaschen bis zu den Knien und eine Windjacke aus grauem Zeltleinen von den Mitgliedern der Alpintruppe getragen. Zudem wurden die Gendarmen mit Eispickeln, Kletterseilen aus Hanf und hölzernen Bilgerischi ausgestattet. Im Jahr 1927 wurde auch die erste Alpinvorschrift für die Gendarmerie herausgegeben, die von Bilgeri und dem Gendarmerie Oberst Josef Albert entwickelt worden war.
Mit dem Anschluss an das Deutsche Reich im Jahr 1938 kam auch die Entwicklung des Gendarmerie-Alpinismus kurzfristig zum Erliegen. Schon bald nach der Befreiung durch die Alliierten kamen im Jahr 1947 jedoch Wünsche auf, diesen wegen des wiedererstarkenden Fremdenverkehrs wieder aufleben zu lassen. Im Jahr 1951 wurde eine neue Alpinvorschrift für die Gendarmeriedienststellen erlassen, die jene aus dem Jahr 1927 ablöste. Ein Jahr später richtete das Innenministerium erstmals in jedem Bundesland außer dem Burgenland so genannte Alpine Einsatzgruppen ein. 1962 trat daraufhin eine erweiterte Alpinvorschrift in Kraft. Ihre jüngste Modifizierung erfuhr diese Vorschrift am 9. August 1996, als die aktuell gültigen Alpindienstrichtlinien in Kraft traten und damit auch die gesamte Alpinausbildung umgestaltet wurde.
Im Rahmen der Zusammenlegung von Polizei und Gendarmerie im Jahr 2005 änderte sich die Bezeichnung der Alpintruppe von Alpin-Gendarmerie zu Alpinpolizei und die Beamte der Alpinen Einsatzgruppen sind seitdem Teil des Wachkörpers Bundespolizei.